# Declana hermione
Declana hermione là một loài bướm đêm trong họ Geometridae.